# Спаделата (Рим)
Спаделата је насеље у Италији у округу Рим, региону Лацио.
Према процени из 2011. у насељу је живело 888 становника. Насеље се налази на надморској висини од 71 м.